# Collegio di North Bedfordshire
North Bedfordshire è un collegio elettorale situato nel Bedfordshire, nell'Est dell'Inghilterra, e rappresentato alla Camera dei comuni del Parlamento del Regno Unito. Elegge un membro del parlamento con il sistema first-past-the-post, ossia maggioritario a turno unico; l'attuale parlamentare è Richard Fuller del Partito Conservatore, che rappresenta il collegio dal 2024.

## Estensione
- 1983–1997: i ward del North Bedfordshire di Brickhill, Bromham, Carlton, Castle, Cauldwell, Clapham, De Parys, Felmersham, Goldington, Harpur, Harrold, Kingsbrook, Newnham, Oakley, Putnoe, Queens Park, Renhold, Riseley, Roxton e Sharnbrook.
- dal 2024: i ward del borgo di Bedford di Biddenham; Brickhill; Bromham; Clapham and Oakley; Great Barford; Great Denham; Harrold; Kempston West; Renhold and Ravensden; Riseley; Sharnbrook; Shortstown; Wootton and Kempston Rural; Wyboston e una piccola parte di Harpur e i ward del distretto di Central Bedfordshire di Biggleswade East; Biggleswade West; Northill; Potton e Sandy.[1]

## Membri del parlamento
| Elezione | Elezione | Deputato              | Partito               |
| -------- | -------- | --------------------- | --------------------- |
|          | 1983     | Trevor Skeet          | Conservatore          |
|          | 1997     | Collegio abolito      | Collegio abolito      |
|          | 2024     | Collegio ri-istituito | Collegio ri-istituito |
|          | 2024     | Richard Fuller        | Conservatore          |

## Elezioni

### Elezioni negli anni 2020
| Partito                    | Partito                                         | Candidato                  | Risultati 4 luglio 2024 | Risultati 4 luglio 2024 |
| Partito                    | Partito                                         | Candidato                  | Voti                    | %                       |
| -------------------------- | ----------------------------------------------- | -------------------------- | ----------------------- | ----------------------- |
|                            | Conservatore                                    | Richard Fuller             | 19 981                  | 38,75                   |
|                            | Laburista                                       | Uday Nagaraju              | 14 567                  | 28,25                   |
|                            | Reform UK                                       | Pippa Clayton              | 8 433                   | 16,36                   |
|                            | Lib Dem                                         | Joanna Szaub-Newton        | 5 553                   | 10,77                   |
|                            | Verdi                                           | Philippa Fleming           | 3 027                   | 5,87                    |
|                            |                                                 |                            |                         |                         |
| Iscritti                   | Iscritti                                        | Iscritti                   | 78 850                  | 100,00                  |
| ↳ Votanti (% su iscritti)  | ↳ Votanti (% su iscritti)                       | ↳ Votanti (% su iscritti)  | 51 561                  | 65,39                   |
| ↳ Astenuti (% su iscritti) | ↳ Astenuti (% su iscritti)                      | ↳ Astenuti (% su iscritti) | 27 289                  | 34,61                   |
|                            |                                                 |                            |                         |                         |
|                            | Esito: collegio a Conservatore (nuovo collegio) |                            |                         |                         |